# Agroeca
Agroeca là một chi nhện trong họ Liocranidae.

## Hình ảnh

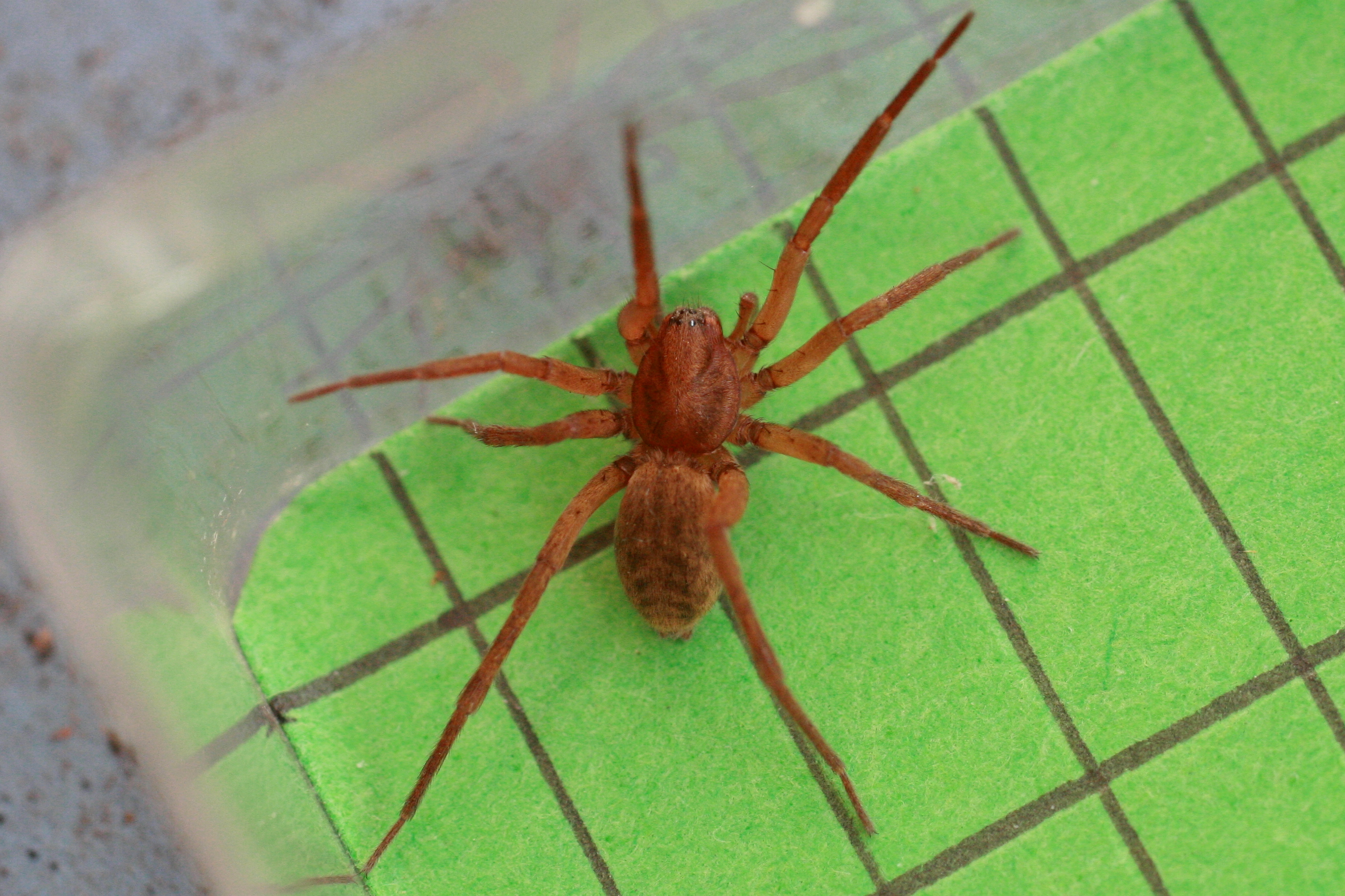
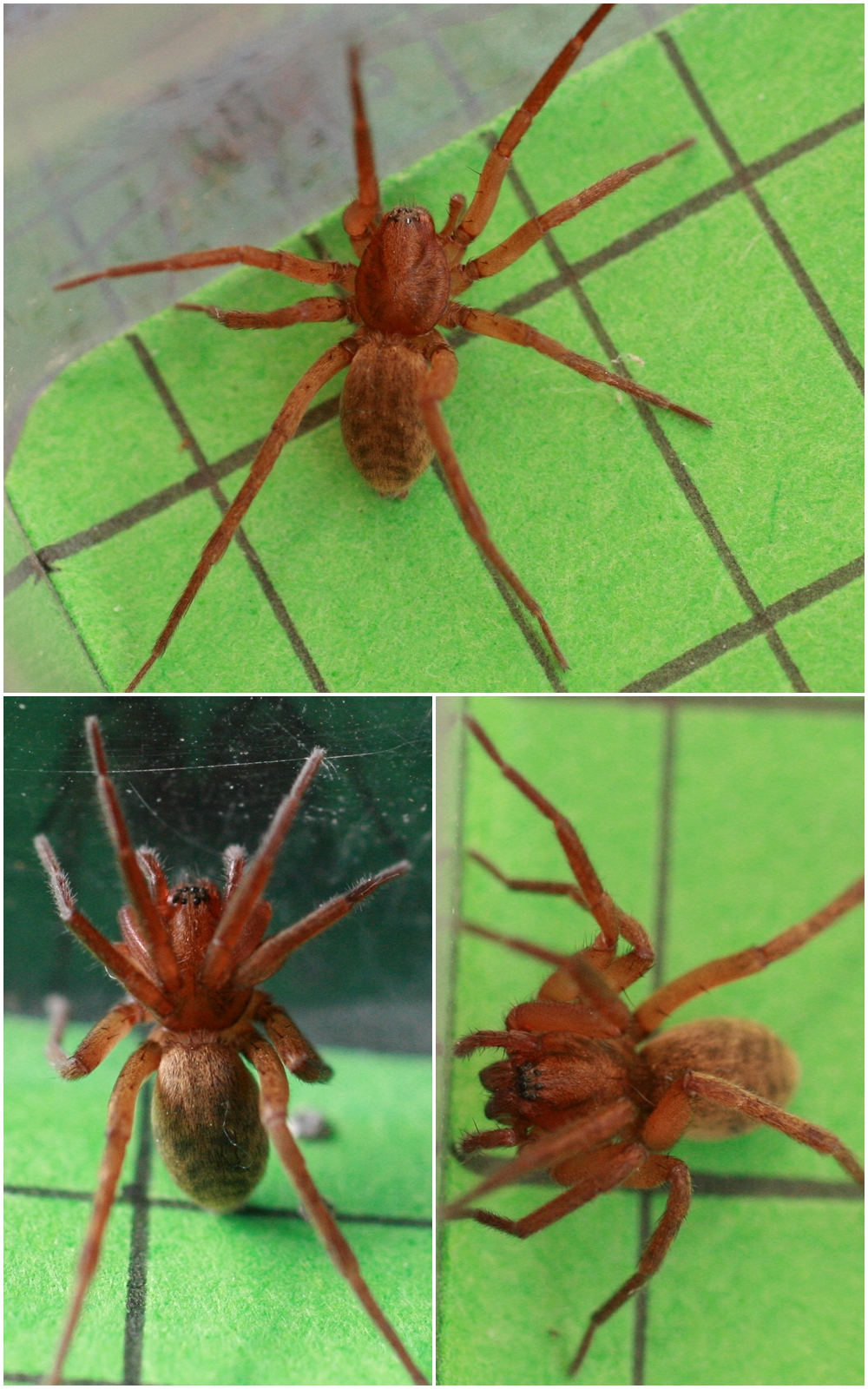